# Distretto di San Jacinto
Il distretto di San Jacinto è un distretto del Perù, facente parte della provincia di Tumbes, nella regione di Tumbes.